# Koning in een kooi
Koning in een kooi is een hoorspel van Norbert Johannimloh. Küenink un Duohlen un Wind werd op 5 mei 1964 door de Westdeutsche Rundfunk uitgezonden onder regie van Wolfram Rosemann en oorspronkelijk in het Nederduits. Manfred Boekhof vertaalde het en de NCRV zond het uit op vrijdag 26 januari 1968, met de zangstemmen van Iens Kooy, Jan Bensum, Cornelis de Groot & Piet Veltman, trompetsoli van Jan Hagemeier, arrangementen van Martin Kooy, en André du Bois jr., Bert Schotsman & Dirk Veraert, drummers van de band Beatrix te Hilversum. De regisseur was Ab van Eyk. Het hoorspel duurde 68 minuten.

## Rolbezetting

### Oorspronkelijke uitvoering
Werner Brüggemann, Martin Böttcher, Josef Grimberg, Hanni Fockele-Grollmes, Marianne Rogée en Tönne Vormann.

### Nederlandse uitvoering
- John Soer (Jan van Leiden)
- Jan Borkus (de beul)
- Tonny Foletta (torenblazer)
- Hetty Berger (Divara)
- Fé Sciarone (Elisabeth)
- Donald de Marcas (bode)
- Joke Hagelen, Floor Koen, Martin Simonis & Cees van Ooyen (verdere medewerkenden)

## Inhoud
Het stuk voert ons terug naar de onlusten van de tijd der Wederdopers. De aanvoerder Jan van Leiden dacht een rijk Gods op aarde te stichten. Nu hangt hij echter in een ijzeren kooi aan de toren van de Sint-Lambertikerk, hoog boven de straten van de stad Münster, en een beetje lager hangt zijn scherprechter, die, toen hij nog met de voeten op de aarde stond, echt niet over een gebrek aan werk te klagen had. Beiden worden omzwermd door de krijsende kraaien, die het begin van hun maaltijd nog nauwelijks kunnen afwachten. Toch moeten ze wachten, want de beul heeft slechts half werk geleverd. Hij heeft wel hun ledematen gebroken, maar het leven is nog niet uit hen weggevloeid. En waar leven is, zo zegt men, is er ook hoop. Bij een geest als Jan van Leiden echter meer dan dat, namelijk plannen voor het herwinnen van de macht. Wat hem ontbreekt, is enkel het werktuig. Het biedt zich aan in de onooglijke gestalte van de torenblazer, die na lang tegenspartelen capituleert voor de beloften en dreigementen van de ooit machtige man. Toch vindt een ommekeer plaats, die Jan van Leiden uit eigen wil afstand doet nemen van zijn plannen…